# Thiago Braz
Pour les articles homonymes, voir Braz et Silva.
Thiago Braz da Silva (né le 16 décembre 1993 à Marília) est un athlète brésilien, spécialiste du saut à la perche, champion olympique en 2016 à Rio. Il est entrainé par Vitaly Petrov.
Il est suspendu au moins provisoirement par l'Unité d'Intégrité de l'Athlétisme (AIU) en juillet 2023 à la suite de la découverte d'ostarine (anabolisant) sur des prélèvements. 

## Biographie
Durant sa jeunesse, il découvre l'athlétisme avec son oncle Fabiano Braz da Silva, un décathlonien avec un record à 6 916 points. À l'âge de treize ans, Thiago voulait s'entrainer avec son oncle tous les matins mais ce n'est qu'à l'âge de quatorze que Braz commença réellement l'athlétisme, après avoir joué pour l'équipe de basket-ball de son école.

### Champion du monde junior (2012)
Il remporte la médaille d'argent lors des Jeux olympiques de la jeunesse d'été de 2010.
Il remporte la médaille d'or du saut à la perche lors des Championnats du monde juniors 2012, à Barcelone, en franchissant au premier essai une barre à 5,55 m, nouveau record national junior du Brésil. Il devance au nombre d'essais le Croate Ivan Horvat et le Canadien Shawnacy Barber.
Il bat le record d'Amérique du Sud lors des Championnats d'Amérique du Sud d'athlétisme 2013 à Carthagène des Indes, record qu'il porte à 5,86 lors du Golden Gala à Rome le 4 juin 2015 puis à 5,92 m à Bakou le 24 juin 2015. Le 4 juillet 2015, lors du meeting de Paris, il se classe deuxième en 5,86 m, derrière Konstadinos Filippidis vainqueur en 5,91 m, et devant notamment Sam Kendricks 5,81 m mais aussi Kévin Menaldo 5,81 m et Renaud Lavillenie 5,71 m. Il est éliminé lors des qualifications des championnats du monde de Pékin.

### Champion olympique et barrière des 6 mètres (2016)
Le 13 février 2016, à Berlin, Braz améliore son record continental en salle par trois fois, d'abord avec 5,77 m et 5,85 m à son premier essai puis 5,93 m à son second essai. Le 17 mars 2016, Braz da Silva termine 12e des championnats du monde en salle de Portland avec une marque de 5,55 m. Il s'impose le 25 juin à Leverkusen avec une barre à 5,85 m puis trois jours plus tard à Landau avec 5,80 m.
Le 23 juillet 2016, lors d'un meeting sur la place de Silandro, il remporte la compétition avec 5,90 m, manquant de peu ses essais à 6,00 m, en battant notamment Konstadinos Filippidis, Diogo Ferreira ou Mark Hollis.
Le 15 août, le Brésilien participe à la finale des Jeux olympiques de Rio devant son public. Il égale d'abord son record personnel et continental à 5,93 m et sécurise alors la médaille d'argent, les autres concurrents étant tous éliminés. Seul le Français Renaud Lavillenie le devance grâce aux nombres d'essais ratés (aucun pour Lavillenie, deux pour Braz da Silva). La barre monte à 5,98 m que Lavillenie maitrise à son 1er essai, record olympique. Le champion olympique en titre confirme son avance, ce qui oblige le Brésilien à faire l'impasse sur cette barre et à demander 6,03 m. Les deux athlètes manquent chacun leurs premiers essais, dont Lavillenie de peu. Au deuxième essai, le Français échoue à nouveau d'un rien tandis que Thiago Braz efface cette barre à la surprise générale et d'une marge avoisinant les 6,10 m. Lavillenie garde son dernier essai à 6,08 m mais échoue, le Brésilien décrochant alors le titre olympique à l'âge de 22 ans, le premier pour le Brésil en athlétisme depuis 1984.

### 2017-2019: saisons post-olympiques compliquées
Thiago Braz ouvre sa saison en salle le 28 janvier 2017 à Rouen où il s'impose avec une barre à 5,86 m, 2e performance mondiale de la saison. Le 5 février, au meeting All Star Perche de Clermont-Ferrand, il se classe 3e avec 5,71 m, avant de terminer 2e le 10 février à Berlin, battu par Piotr Lisek (5,86 m).
Sa saison en plein air reste décevante, avec pour meilleure marque un saut à 5,60 m réalisé à Shanghai (13 mai) et Monaco (21 juillet), malgré une blessure entre les deux périodes. Le Brésilien admet que cette année post-olympique lui a fait perdre de la motivation mais veut néanmoins conquérir la médaille d'or aux Championnats du monde de Londres. Néanmoins, il est obligé de déclarer forfait le 1er août, trois jours avant les championnats, à cause d'une blessure au mollet.
Le 10 février 2018, le Brésilien remporte ex aequo avec Renaud Lavillenie l'étape de Rouen du Perche Élite Tour avec 5,90 m, meilleure performance mondiale de l'année. Le 4 mars, aux championnats du monde en salle de Birmingham, il se classe 12e avec 5,60 m.
Le 12 juillet 2019, le Brésilien saute 5,92 m à Monaco, sa meilleure performance en plein air depuis les Jeux olympiques de 2016. Un mois plus tard, il ne termine que 4e des Jeux panaméricains de Lima avec 5,51 m. Aux championnats du monde de Doha le 1er octobre, il prend la 5e place de la finale du saut à la perche avec un saut à 5,70 m, à 17 centimètres du podium.

### 2021: deuxième podium olympique à Tokyo
Lors de la finale des Jeux olympiques de Tokyo le 3 août 2021, Thiago Braz ne parvient pas à conserver son titre olympique mais obtient tout de même la médaille de bronze grâce à un saut à 5,87 m, le meilleur de sa saison. Il est devancé sur le podium par le Suédois Armand Duplantis (6,02 m) et l'Américain Chris Nilsen (5,97 m). Son record olympique n'est pas battu par le Suédois qui manque ses trois tentatives à 6,19 m, hauteur qui aurait été synonyme de record du monde.

### 2022: Vice-champion du monde en salle
Aux Mondiaux en salle 2022 à Belgrade, Braz obtient sa première médaille planétaire, en argent, grâce à un saut à 5,95 m, nouveau record sud-américain en salle. L'or revient au Suédois Armand Duplantis, qui améliore le record du monde avec 6,20 m.
Aux Championnats du monde en plein air de Eugene, le Brésilien échoue au pied du podium avec une barre à 5,87 m.

### 2023: Suspicion de dopage et non participation aux Championnats du monde
Le 19 juillet 2023, l'Unité d'Intégrité de l'Athlétisme (AIU) suspend provisoirement Thiago Braz. Des prélèvements seraient positifs à l'ostarine, une substance anabolisante non stéroïde utilisée afin d’accroître la masse musculaire. Cette décision de l'AIU prive l'athlète des championnats du monde qui se tiennent à Budapest du 19 au 27 août 2023.

## Palmarès
| Date | Compétition                            | Lieu                               | Résultat | Marque |
| ---- | -------------------------------------- | ---------------------------------- | -------- | ------ |
| 2009 | Championnats d'Amérique du Sud juniors | São Paulo                          | 3e       | 4,40 m |
| 2010 | Jeux olympiques de la jeunesse         | Singapour                          | 2e       | 5,05 m |
| 2011 | Championnats d'Amérique du Sud juniors | Medellín                           | 2e       | 4,85 m |
| 2011 | Championnats panaméricains juniors     | Miramar                            | 1er      | 5,20 m |
| 2012 | Championnats du monde juniors          | Barcelone                          | 1er      | 5,55 m |
| 2013 | Championnats d'Amérique du Sud         | Carthagène des Indes               | 1er      | 5,83 m |
| 2014 | Championnats du monde en salle         | Sopot                              | 4e       | 5,75 m |
| 2014 | Jeux sud-américains                    | Santiago du Chili                  | finale   | NM     |
| 2015 | Jeux panaméricains                     | Toronto                            | finale   | NM     |
| 2016 | Championnats du monde en salle         | Portland                           | 12e      | 5,55 m |
| 2016 | Jeux olympiques                        | Rio de Janeiro                     | 1er      | 6,03 m |
| 2018 | Championnats du monde en salle         | Birmingham                         | 12e      | 5,60 m |
| 2018 | Ligue de diamant                       | Ligue de diamant                   | 10e      | 5,53 m |
| 2019 | Championnats d'Amérique du Sud         | Lima                               | 2e       | 5,41 m |
| 2019 | Jeux panaméricains                     | Lima                               | 4e       | 5,51 m |
| 2019 | Ligue de diamant                       | Ligue de diamant                   | 8e       | 5,58 m |
| 2019 | Championnats du monde                  | Doha                               | 5e       | 5,70 m |
| 2021 | Circuit mondial en salle de l'IAAF     | Circuit mondial en salle de l'IAAF | 2e       | 19 pts |
| 2021 | Jeux olympiques                        | Tokyo                              | 3e       | 5,87 m |
| 2022 | Championnats du monde en salle         | Belgrade                           | 2e       | 5,95 m |
| 2022 | Championnats du monde                  | Eugene                             | 4e       | 5,87 m |

## Records
| Épreuve          | Épreuve   | Marque      | Lieu           | Date         |
| ---------------- | --------- | ----------- | -------------- | ------------ |
| Saut à la perche | Plein air | 6,03 m (AR) | Rio de Janeiro | 15 août 2016 |
| Saut à la perche | Salle     | 5,95 m (AR) | Belgrade       | 20 mars 2022 |